# Eskilsbergstjärnen
Eskilsbergstjärnen är en sjö i Torsby kommun i Värmland och ingår i Göta älvs huvudavrinningsområde. Sjön har en area på 0,0789 kvadratkilometer och ligger 577,2 meter över havet.

## Delavrinningsområde
Eskilsbergstjärnen ingår i det delavrinningsområde (674996-132935) som SMHI kallar för Mynnar i Göta älvs vattendragsyta. Medelhöjden är 494 meter över havet och ytan är 26,5 kvadratkilometer. Det finns inga avrinningsområden uppströms utan avrinningsområdet är högsta punkten. Örån som avvattnar avrinningsområdet har biflödesordning 2, vilket innebär att vattnet flödar genom totalt 2 vattendrag innan det når havet efter 471 kilometer. Avrinningsområdet består mestadels av skog (83 procent). Avrinningsområdet har 0,81 kvadratkilometer vattenytor vilket ger det en sjöprocent på 3,1 procent.